# Antonio Montaldo
Antonio Montaldo (Asti, 1368 – Genova, 25 luglio 1398) fu il 14º e il 18º doge della Repubblica di Genova.

## Biografia

### Primi anni

Stemma nobiliare del doge Antonio Montaldo

Figlio di Leonardo Montaldo (decimo doge della Repubblica di Genova dall'aprile del 1383 al giugno del 1384) e Bartolomea Ardimenti, gli storici concordano che fu Asti la sua città natale dove la famiglia Montaldo, in fuga da Genova dopo il fallito colpo di Stato contro il doge Gabriele Adorno, trovò rifugio alla corte dei Visconti. Solamente nel 1371 con la nomina del nuovo doge Domenico Fregoso tutti i componenti della famiglia poterono far ritorno nel capoluogo genovese.
La sua vita cambiò radicalmente in età adolescenziale quando, nel 1384, alla morte per pestilenza del padre Leonardo, si trovò ad affrontare quale primogenito gli affari di famiglia e le responsabilità politiche. A sua madre e alla sua famiglia furono però concessi dal doge Antoniotto Adorno (successore del padre) privilegi quali una pensione annua di 200 fiorini d'oro e le rendite fiscali provenienti dal territorio di Gavi (terra natia dei Montaldo), agevolazioni che verranno poi rinunciate da Antonio Montaldo nel 1391.
Di carattere prevalentemente mite e debole, fece dell'opportunismo la sua arma vincente che, assieme alla mirata cura e stima della sua persona agli occhi del popolo (e di alcuni nobili), faranno cadere su Antonio Montaldo le attenzioni e le speranze di molti come nuova guida del dogato in uno stato genovese ormai pieno di conflitti interni per l'operato e le decisioni filo francesi del doge Adorno. Approfittò dello scontro tra il doge e le famiglie Spinola e Fieschi per muovere definitivamente su Genova e, con il supporto militare delle stesse famiglie, rovesciare il governo di Antoniotto Adorno. L'impresa, con l'evidente stupore e sorpresa dell'Adorno, riuscì in pieno e il 16 giugno del 1392 fu eletto da una sessantina di "partigiani" nuovo doge della repubblica, il quattordicesimo nella storia dello stato genovese, mandato che fu però ampiamente contrastato dallo stesso Antoniotto Adorno, in fuga, e dai suoi alleati.

### Il primo dogato
Secondo il parere di alcuni storici l'elezione di Antonio Montaldo, legittimata, ma non seguendo i canoni e le procedure istituzionali, poté considerarsi un "legalizzato colpo di Stato" nei confronti dell'ex doge Antoniotto Adorno tanto che quest'ultimo, in esilio, continuò durante il mandato del Montaldo a dichiararsi come "doge legittimo". Il suo primo mandato dogale fu alquanto semplice e fin troppo moderato - dettato probabilmente dai suoi 23 anni, uno dei dogi più giovani della storia - e ciò provocò malumori anche tra i suoi stessi sostenitori che, non esplicitamente, speravano in una guida più ferma e popolare come fu per il mandato di suo padre considerato da molti annalisti e storici dell'epoca come uno dei migliori che la Repubblica di Genova abbia avuto sotto tutti i profili e decisioni.
Ad influenzare il sentimento e il gradimento popolare fu certamente la restituzione dei castelli e di ogni bene alle famiglie Fieschi e Spinola, decisione che fu dettata dal decisivo aiuto militare che prestarono per la conquista di palazzo Ducale, ma che fu visto dal popolo come un segno di debolezza e di forzatura. E come fece lui stesso anni prima, pure il "doge legittimo" Antoniotto Adorno approfittò della situazione per fare ritorno a Genova nel maggio del 1393 alla testa di un buon contingente militare "prestatogli" dal signore di Milano Gian Galeazzo Visconti. Nonostante il popolo genovese oramai appoggiasse il ritorno dell'Adorno, il doge Montaldo optò per una risoluzione armata che, se pur vittoriosa, finì per discreditarlo agli occhi del popolo e dei suoi nemici nobiliari, tra questi pure dei suoi parenti (cugini) che per invidia personale si allearono con l'Adorno. Allo stato di caos non contribuì di certo pure il suo perenne stato d'incertezza che fu intuito per aizzargli definitivamente "la piazza".
Dal 13 luglio fomentando la folla si diedero avvio a tumultuosi scontri e assedi presso palazzo Ducale e, dopo un primo tentativo di porre difesa, il 15 luglio il doge accettò la resa e abdicò in favore di Pietro Fregoso. Quest'ultimo, legato al suo predecessore, cedette però la carica lo stesso giorno per il candidato acclamato dai "partigiani" dell'Adorno, Clemente Promontorio. Tuttavia si arrivò ad una trattativa tra le parti e, anche per sbarrare la strada ad un Antoniotto Adorno così tanto voluto ma allo stesso temuto da molti, si optò per la nomina di Francesco Giustiniani Garibaldo; quest'ultimo governò fino al 30 luglio.
Come semplice cittadino di Genova, e dalla sua casa, visse tutto l'evolversi di questa vicenda complicata l'ex doge Antonio Montaldo. Furono le spontanee dimissioni di Francesco Giustiniani Garibaldo a far ridiscendere in campo non solo la figura di Montaldo, ma anche del suo avversario Adorno. Segretamente i due s'incontrarono e fu lo stesso Montaldo ad offrire il suo passo indietro, e quindi una probabile e scontata elezione a doge dell'Adorno, ma la mossa fu ben studiata in realtà per portare a Genova e allo scoperto Antoniotto Adorno che fu assalito dai soldati di Montaldo e costretto ad una nuova fuga. Ben più felice fu la posizione di Antonio Montaldo che, sbarazzatosi dell'avversario politico e ostentando una certa e sfacciata indifferenza al potere, fu ancora richiamato il 30 agosto del 1393 a ricoprire la massima carica dogale.

### Il secondo dogato e gli ultimi anni
Il suo secondo mandato, contrariamente alle nuove aspettative visti i recenti errori del passato, fu pressoché uguale al primo. Cercò ancora il consenso della parte più nobile della città, a discapito della fascia più popolare che ben presto ricominciò a manifestare tutto il suo dissenso; lo stesso Antoniotto Adorno, in esilio, fu il promotore di alcune sommosse. E se prontamente furono sedate, come quella che coinvolse le valli retrostanti il capoluogo genovese nell'inverno del 1394, non seguirono tuttavia disciplinari condanne da parte del doge che ancora una volta, per il suo comportamento clemente, venne accusato di debolezza non solo dalla frangente politica legata all'Adorno, ma anche dai suoi stessi sostenitori. Una curiosa iniziativa di protesta fu attuata dal neo podestà di Genova Francesco da Urbino che, irritato dalla politica dogale, rifiutò l'incarico.
Con i nemici alle porte, e pure "a palazzo", ancor più strana fu la scelta di non cercare alleati presso vicini stati italiani preunitari, salvo un sostegno (ma mai concretizzato con un trattato d'alleanza) con la Signoria di Firenze nemica dei Visconti e quindi di un probabile ritorno dell'Adorno. Rimasto pressoché solo ad affrontare le quotidiane sommosse nei suoi confronti, e maturato il fallimento del suo dogato, prese infine la decisione di dimettersi il 24 maggio del 1394.
Lasciato il palazzo Ducale riuscì ad imbarcarsi su una galea diretta a Monaco, quindi raggiungere Savona dove prese la strada per il feudo di Gavi tornato nelle dirette mani del Montaldo grazie ad un castellano a lui fedele. Ora rifugiato nel suo castello meditò ben presto un suo ritorno a Genova e l'occasione fu propizia con l'elezione a doge del cognato Antonio Guarco il 17 agosto dello stesso anno. Il suo ritorno nel capoluogo ligure coincise però con il riaffacciarsi del suo "nemico storico", Antoniotto Adorno, che fiutata la nuova aria di crisi legata al da poco doge Guarco si era mosso il 22 agosto verso Genova in cerca di un nuovo mandato dogale. Lo sbarco dell'Adorno fu però difficoltoso a causa di un fortunale e alla sua discesa in porto trovò i mercenari di Antonio Montaldo che lo presero sotto la loro custodia come "prigioniero". Fu invece il pretesto per accordarsi segretamente e unire gli sforzi contro il dogato di Antonio Guarco. Liberato l'Adorno, quest'ultimo si fece trovare il 30 agosto a Voltri alla testa di un buon numero di soldati che, grazie alla complicità dei Montaldo, entrarono a Genova e a palazzo costringendo alla fuga il doge; il 3 settembre la gestione politica della repubblica genovese era già saldamente nelle mani di Antoniotto Adorno e Antonio Montaldo.
Sempre tramite accordi tra le parti fu convocata una nuova assemblea elettiva e, sebbene il concordato prevedesse la non elezione dei due soggetti, ma di un terzo amico comune, il nome più votato fu quello dell'Adorno che di buon grado accettò per la quarta volta. Indispettito e sentendosi tradito, Antonio Montaldo lasciò nuovamente Genova per il suo feudo di Gavi.
Tra il 1394 e il 1398 legò il suo nome in diversi episodi e sommosse popolari che videro ancora una tentata deposizione del doge Adorno (non riuscita), alleanze con il regno di Carlo VI di Francia per la "discesa" in Italia e quindi nella Repubblica di Genova, accordi con il cognato ed ex doge Antonio Guarco e ancora con altre famiglie genovesi come i Doria e gli Spinola. Malato di peste morì a Genova il 25 luglio del 1398 con sepoltura nella locale chiesa di San Bartolomeo degli Armeni.